# Babérfűz
A babérfűz (Salix pentandra) a fűzfafélék családjába tartozó, észak-eurázsiai növényfaj. Magyarországon védett.

## Megjelenése

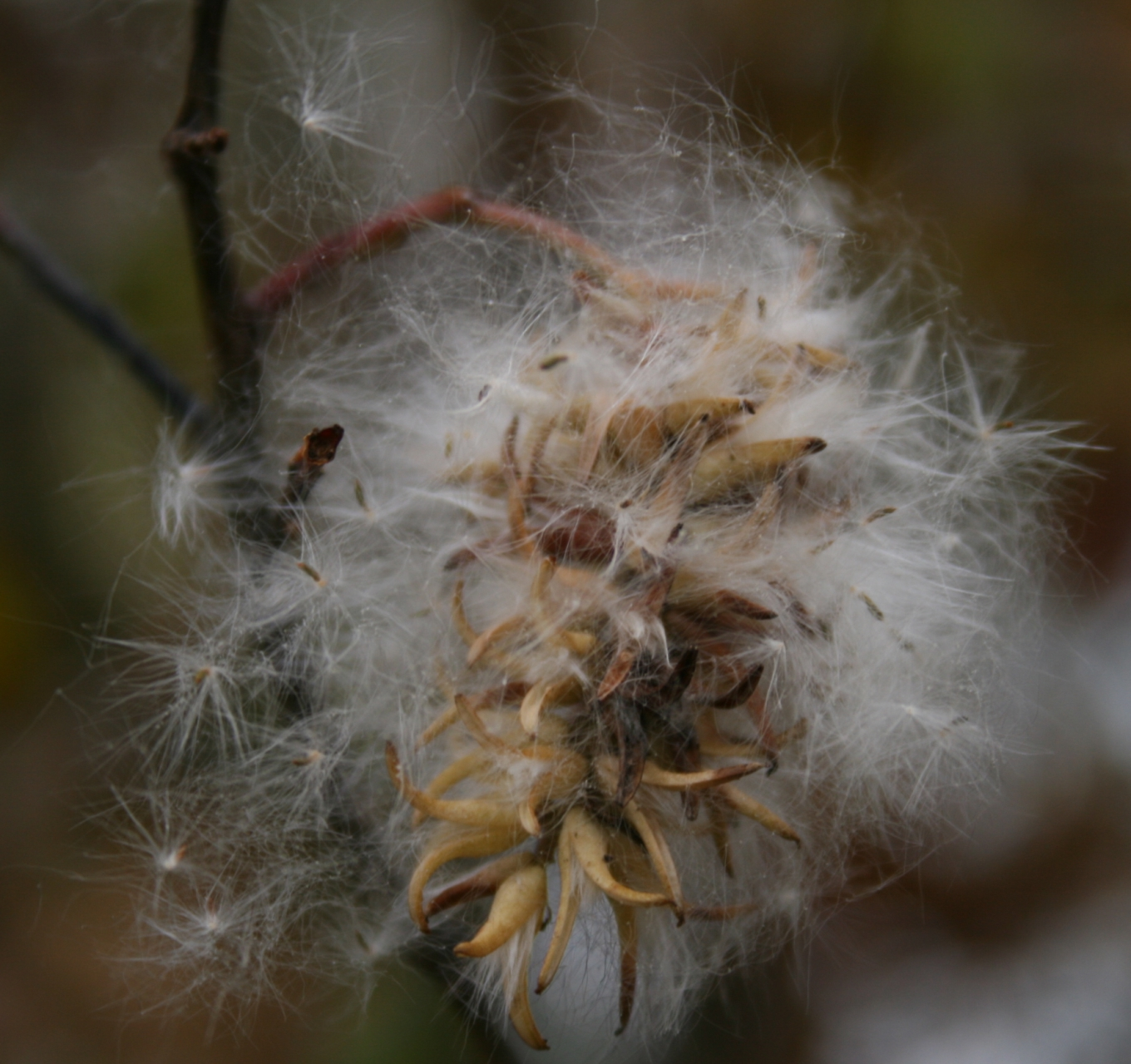
Érett termése

A babérfűz 2-8 méter magas lombhullató bokor, ami kedvező körülmények között akár 10-12 méteres fává is nőhet. Koronája laza szerkezetű, ágai felfelé törekvőek. Kérge fiatalon sima, később nem túl mélyen, hálózatosan repedezett, szürke színű. Gyökérzete főleg felszínhez közeli, dúsan elágazó oldalgyökerekből áll. Vesszői fényesek és kopaszok, a napsütötte oldalukon vörösesen elszíneződnek. Levelének alakja az elliptikus és a lándzsás között változhat, hosszuk 5-10 (-12) cm, szélességük 2–5 cm. A hajtás felső részén a levelek nagyobbak. A levél válla lekerekített, éle finoman, sűrűn fűrészes, csúcsa hirtelen kihegyesedő. A levéllemez vastag, bőrszerű, felül fényes sötétzöld, fonákán világoszöld; fiatalon ragadós, illatos. A levélerek sárgák, a fonákon kiemelkedők. Ősszel sárgára színeződik. A lehulló levelek fényesek maradnak és keserűmandula-illatuk van.
Június-júliusban virágzik. A babérfűz kétlaki, de néha előfordulnak csak hím- vagy nőivarú barkát fejlesztő példányok. A porzós barka 2–5 cm hosszú, vaskos, ívesen lecsüngő. A porzók száma többnyire 5 (4-6 (-12)). A porzószálak szőrösek, alul vörösek, a portok sárga. A termős barka is 2-5 (-6) cm-es, tömött, lecsüngő, nyele hosszú és nemezesen szőrös. Nagy mennyiségű nektárt termel.
Termése füzérbe tömörülő, lándzsa alakú, aránylag nagy toktermés, benne 10-30 kis, zöld maggal. A magokhoz szőrüstök kapcsolódik, amely segíti a széllel való terjedést.

## Elterjedése
Eurázsiai faj, az Alpoktól Kelet-Szibériáig előfordul, de a 45. szélességi foktól délre inkább csak a hegyekben, vagy síkvidéki maradványlápokban vannak foltszerű populációi. Észak-Amerikában a dísznövényként termesztett növények kivadultak. Magyarországon biztosan azonosított, természetes populációi csak a Nyírségben és a Beregi-Szatmári-síkon vannak a Bátorliget és a Beregdaróc, Csaroda, Gelénes, Vámosatya környéki lápokon. Korábban a Bükkből, a Zemplénből, a Tapolcai-medencéből és a Hanságból jelezték néhány példányát, de megerősíteni nem sikerült. Sopronkőhidán ismert egy valószínűleg a helyi fűztelepről kivadult egyed.

## Életmódja
Hidegkedvelő faj, nálunk hidegkori reliktum. Nyíres, füzes vagy égerlápokban, vizenyős talajú erdők szélén, tőzeglápokon él. A savanyú agyag- vagy tőzegtalajt preferálja. Fény- és nedvességigényes.
Leveleit későn, május végén, június elején bontja ki (a magyarországi füzek közül legkésőbb). Június második felétől júliusig virágzik. Az egyes populációk között több hetes eltérés lehet a virágzás idejében. A beporzás főleg rovarok közvetítésével, kisebb mértékben széllel történik. Termése július-augusztusban érik be, majd ősszel a felnyíló tokokból kiszabadulnak a fehér szőrüstökös magvak, amelyeket a szél vagy a víz terjeszt. A tokfüzér egészen a következő tavaszig a fán marad. A többi fűzhöz hasonlóan gyökérről, ágról jól sarjad.
A fehér fűzzel, a törékeny fűzzel és a mandulafűzzel is képez hibrideket, bár ezekkel nem annyira a természetben mint a termesztett példányok között lehet találkozni.

## Természetvédelmi helyzete
A babérfűz nem szerepel a Természetvédelmi Világszövetség Vörös listáján. Magyarországon 1982 óta védett, természetvédelmi értéke 10 000 Ft. Élőhelyei - ahol nem állnak védelem alatt - visszaszorulóban vannak, populációi egymástól elszigetelődtek. A visszatelepítés vagy az egyedszám növelése érdekében felmerült a vegetatív szaporítás lehetősége is.  

## Taxonómiája
A fajt először Linné írta le 1753-ban a Species Plantarum 1016. oldalán. Tudományos neve a görög penta=öt és az andro=hím, férfi szavak kombinációja és öt porzójára utal. Magyar nevét babérszerű leveleiről kapta. Jelentősebb szinonimái: Salix laurifolia, Salix lucida, Salix tinctoria.

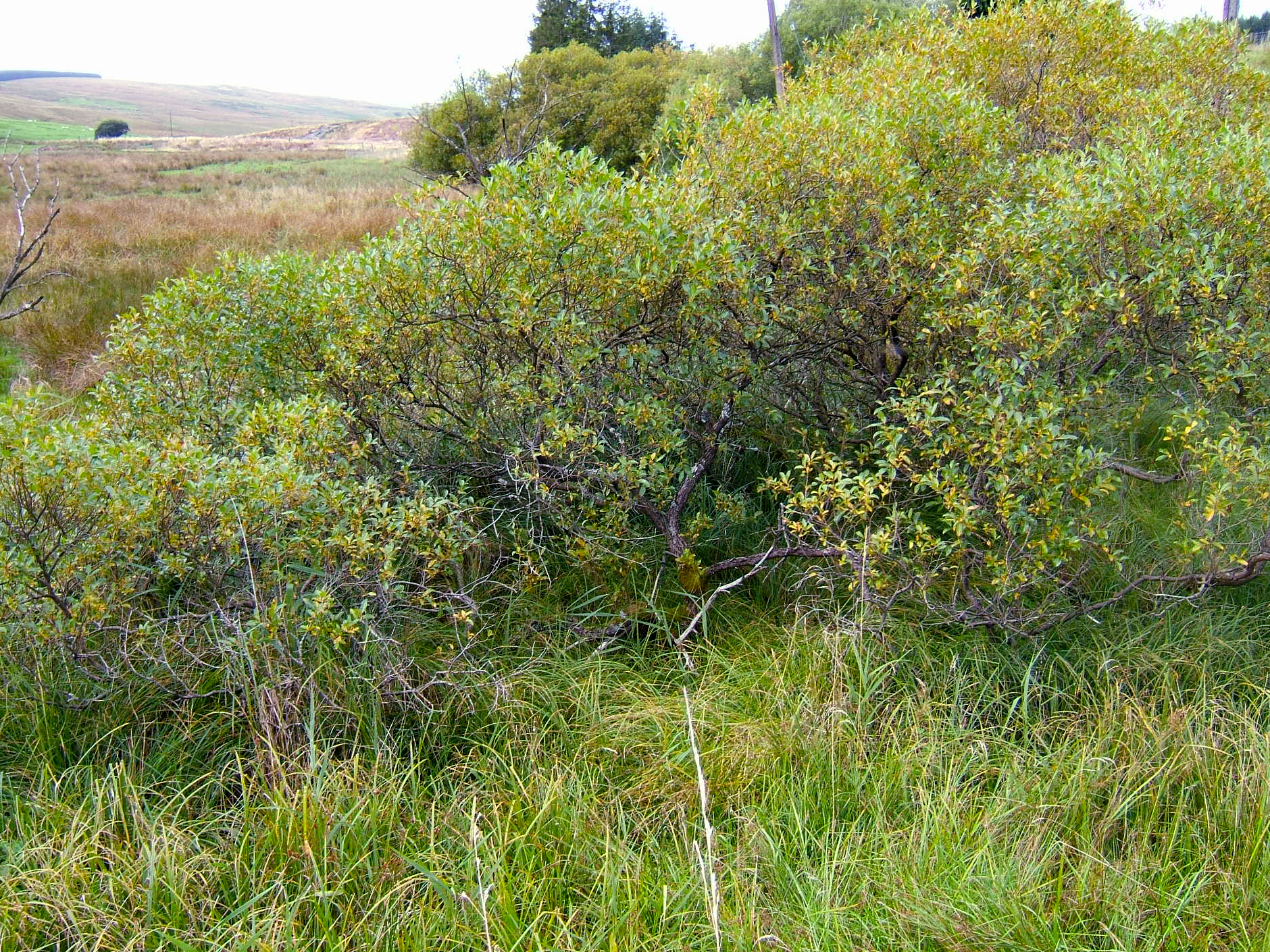
Babérfűz cserje ...
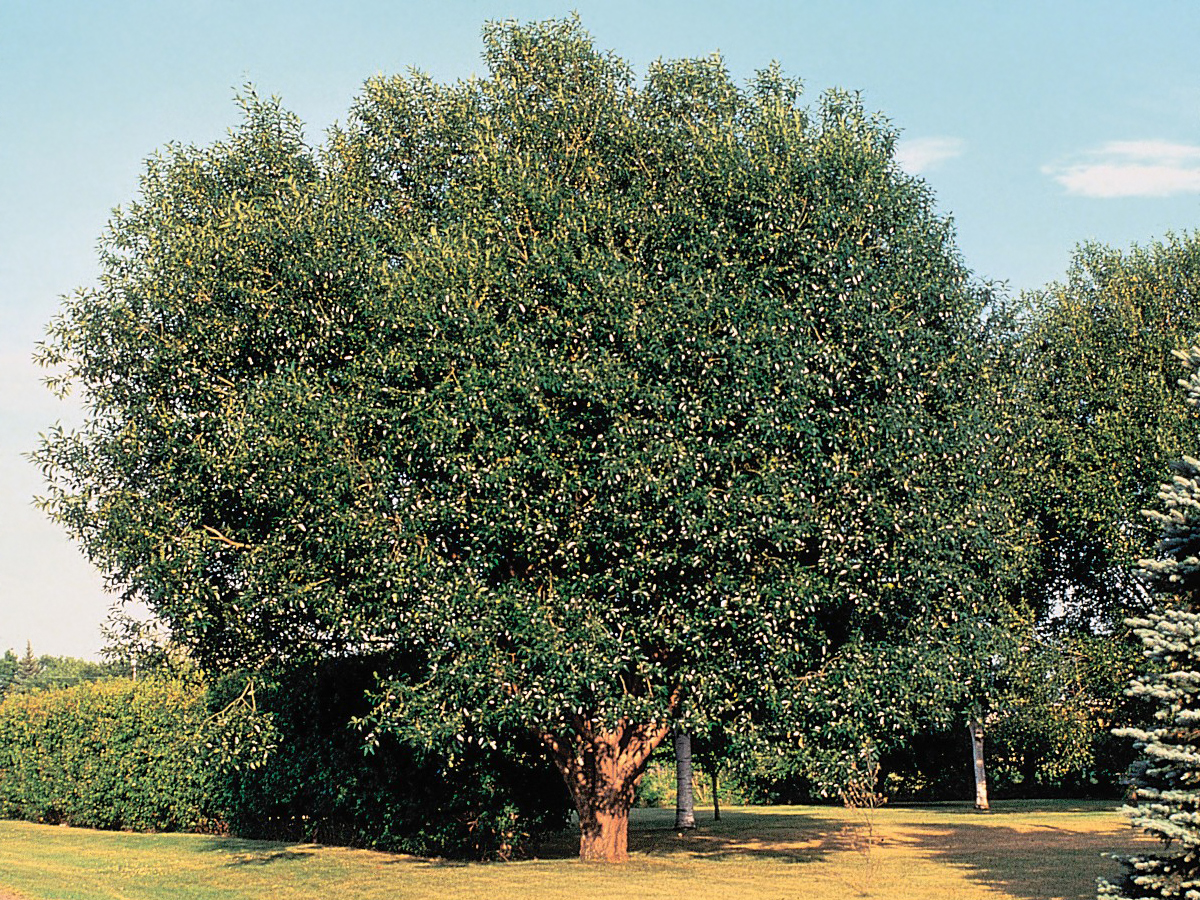
.. és faformában
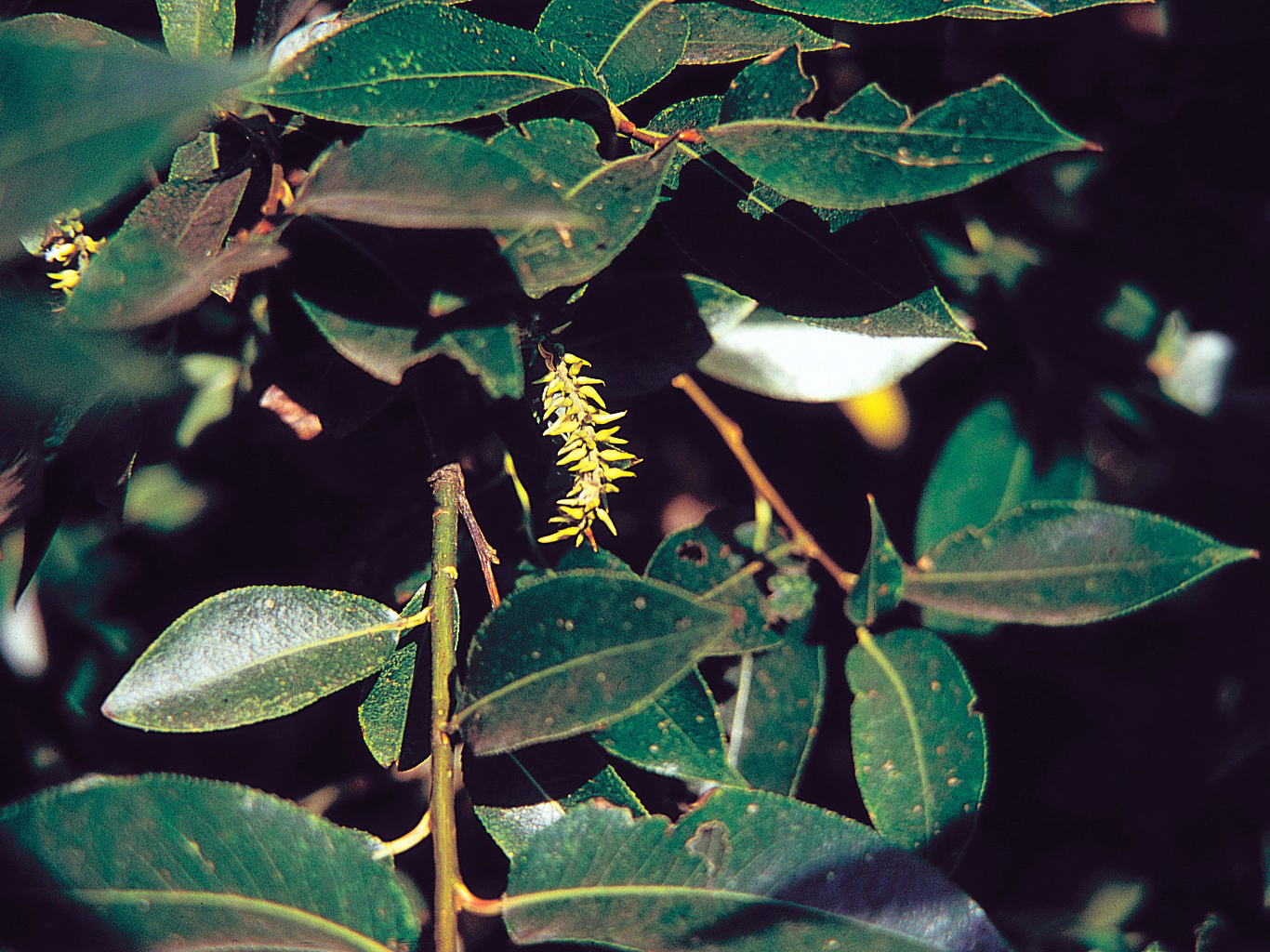
Levele és érő termése
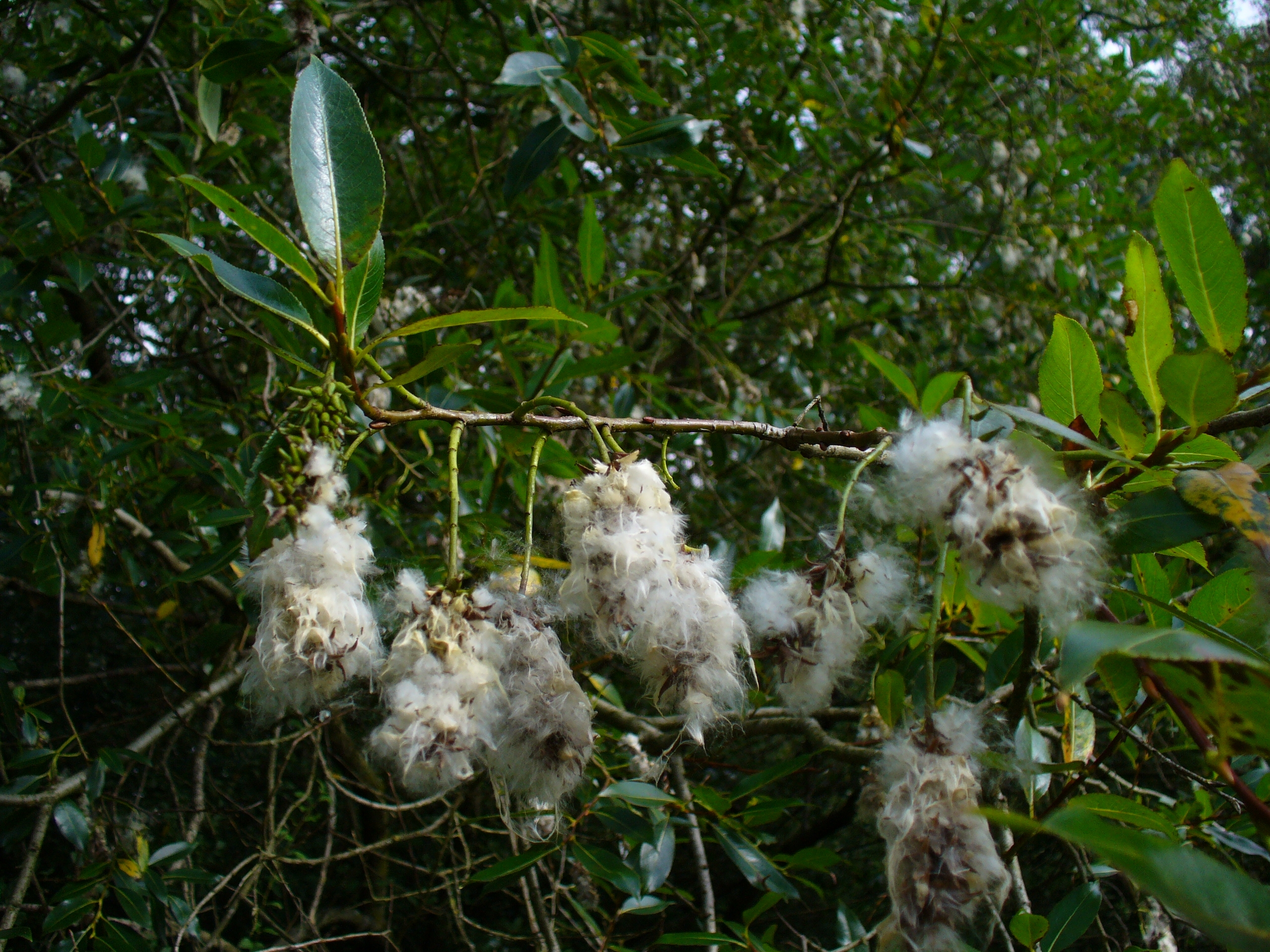
Szétnyílt termésekkel, repülésre kész magokkal
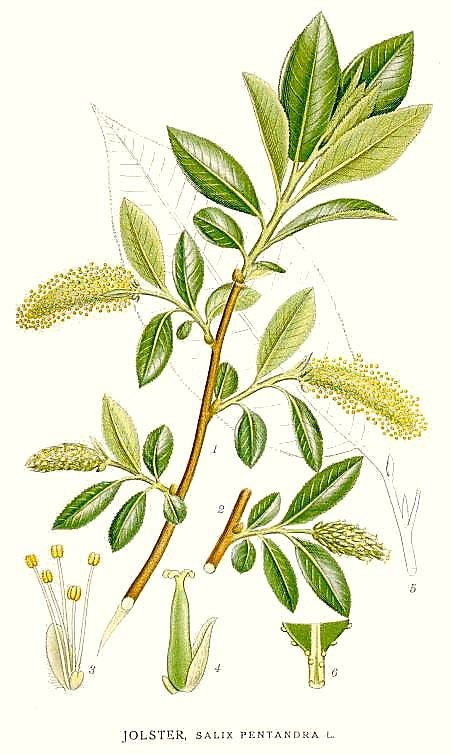
Babérfűz egy svéd botanikakönyvben (1926)